# Barba (metalurgia)

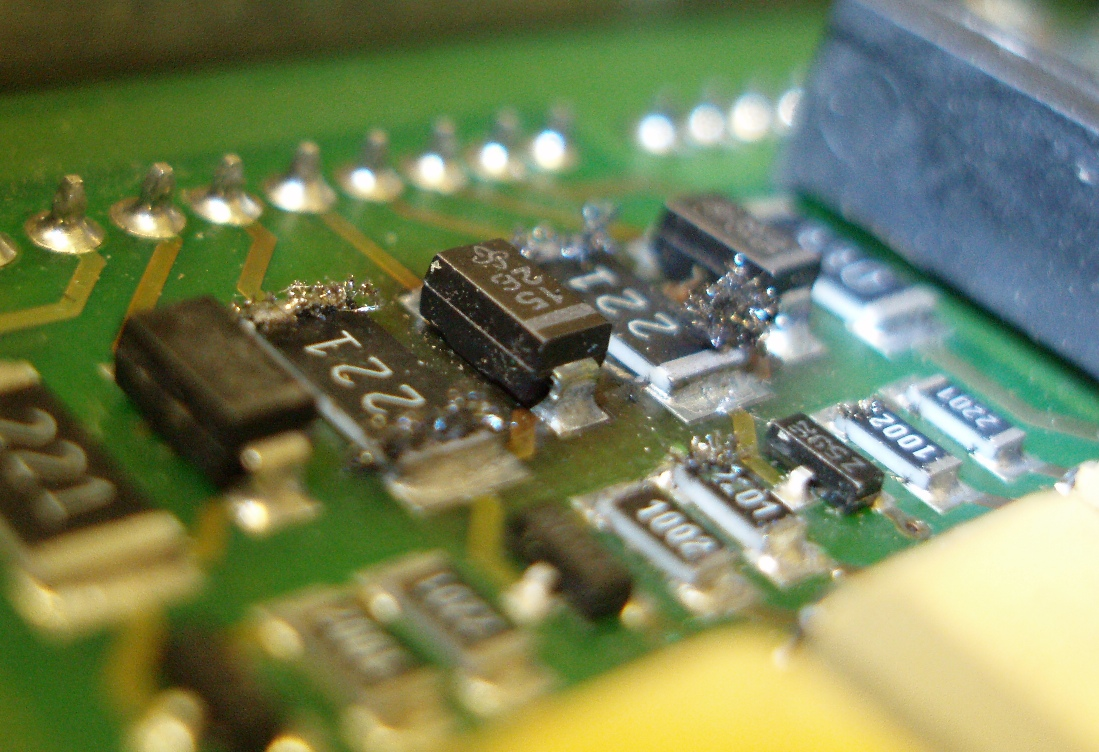
Barbas de plata que crecen en las resistencias de montaje superficial

La barba en metalurgia es un fenómeno que se produce en los dispositivos eléctricos cuando los metales forman largas proyecciones similares a barbas con el paso del tiempo. Las barbas de estaño se observaron y documentaron en la era de los tubos de vacío de la electrónica a principios del siglo XX en equipos que utilizaban soldadura de estaño pura, o casi pura, en su producción. Se observó que crecían pequeños pelos o zarcillos metálicos entre las almohadillas metálicas de soldadura, lo que provocaba cortocircuitos. Las barbas metálicas se forman en presencia de tensión de compresión. Se han documentado barbas de germanio, zinc, cadmio e incluso plomo. Se utilizan muchas técnicas para mitigar el problema, como cambios en el proceso de recocido (calentamiento y enfriamiento), la adición de elementos como cobre y níquel, y la inclusión de revestimientos conformados. Tradicionalmente, se ha añadido plomo para ralentizar el crecimiento de barbas en las soldaduras a base de estaño.
A raíz de la Directiva sobre Restricción de Sustancias Peligrosas (RoHS), la Unión Europea prohibió el uso de plomo en la mayoría de los productos electrónicos de consumo a partir de 2006 debido a los problemas de salud asociados al plomo y al problema de la "basura de alta tecnología", lo que llevó a centrarse de nuevo en la cuestión de la formación de barbas en las soldaduras sin plomo. 

## Mecanismo

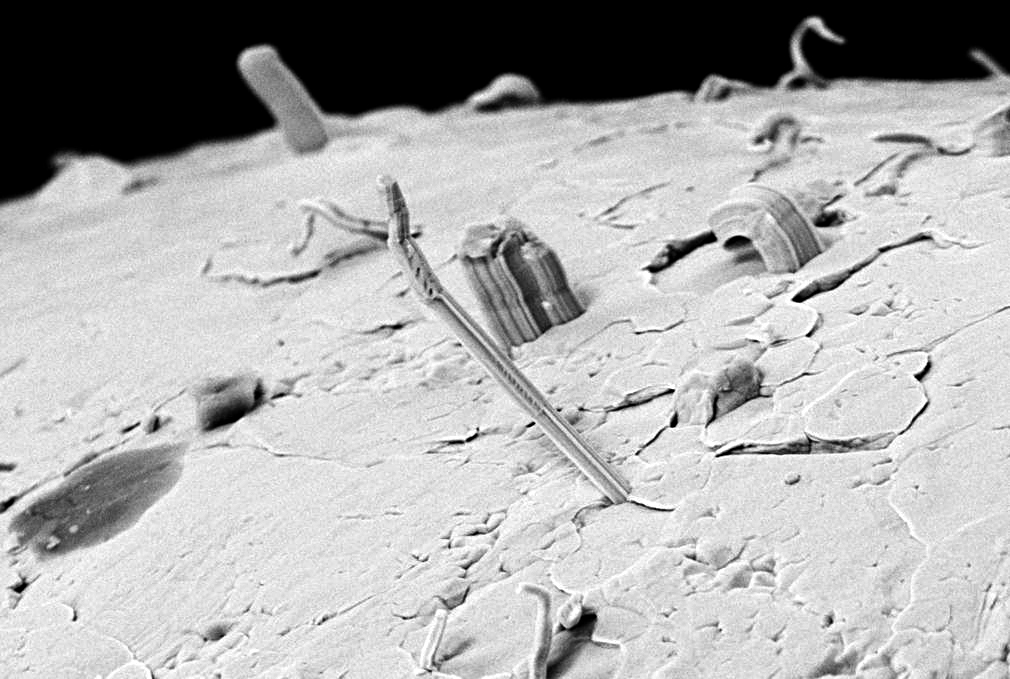
Vista microscópica del estaño utilizado para soldar componentes electrónicos, mostrando una barba

El crecimiento de barbas metálicas es un fenómeno metalúrgico cristalino que consiste en el crecimiento espontáneo de pequeños pelos filiformes a partir de una superficie metálica. Este efecto se observa principalmente en metales elementales, pero también en aleaciones.
El mecanismo que subyace al crecimiento de las barbas metálicas no se conoce bien, pero parece estar favorecido por tensiones mecánicas de compresión, entre otras:
- la energía obtenida debido a la polarización electrostática de los filamentos metálicos en el campo eléctrico,[3][4]
- tensiones residuales causadas por la galvanoplastia
- tensiones inducidas mecánicamente,
- tensiones inducidas por la difusión de diferentes metales,
- tensiones inducidas térmicamente, y
- gradientes de deformación en los materiales.[5]

Las barbas metálicas difieren de las dendritas metálicas en varios aspectos: las dendritas tienen forma de helecho y crecen a través de la superficie del metal, mientras que las barbas metálicas tienen forma de pelo y se proyectan de forma normal a la superficie. El crecimiento de las dendritas requiere humedad capaz de disolver el metal en una solución de iones metálicos, que luego se redistribuyen por electromigración en presencia de un campo electromagnético. Aunque aún se desconoce el mecanismo exacto de formación de las barbas, se sabe que la formación de las barbas no requiere ni la disolución del metal ni la presencia de un campo electromagnético. 

## Efectos

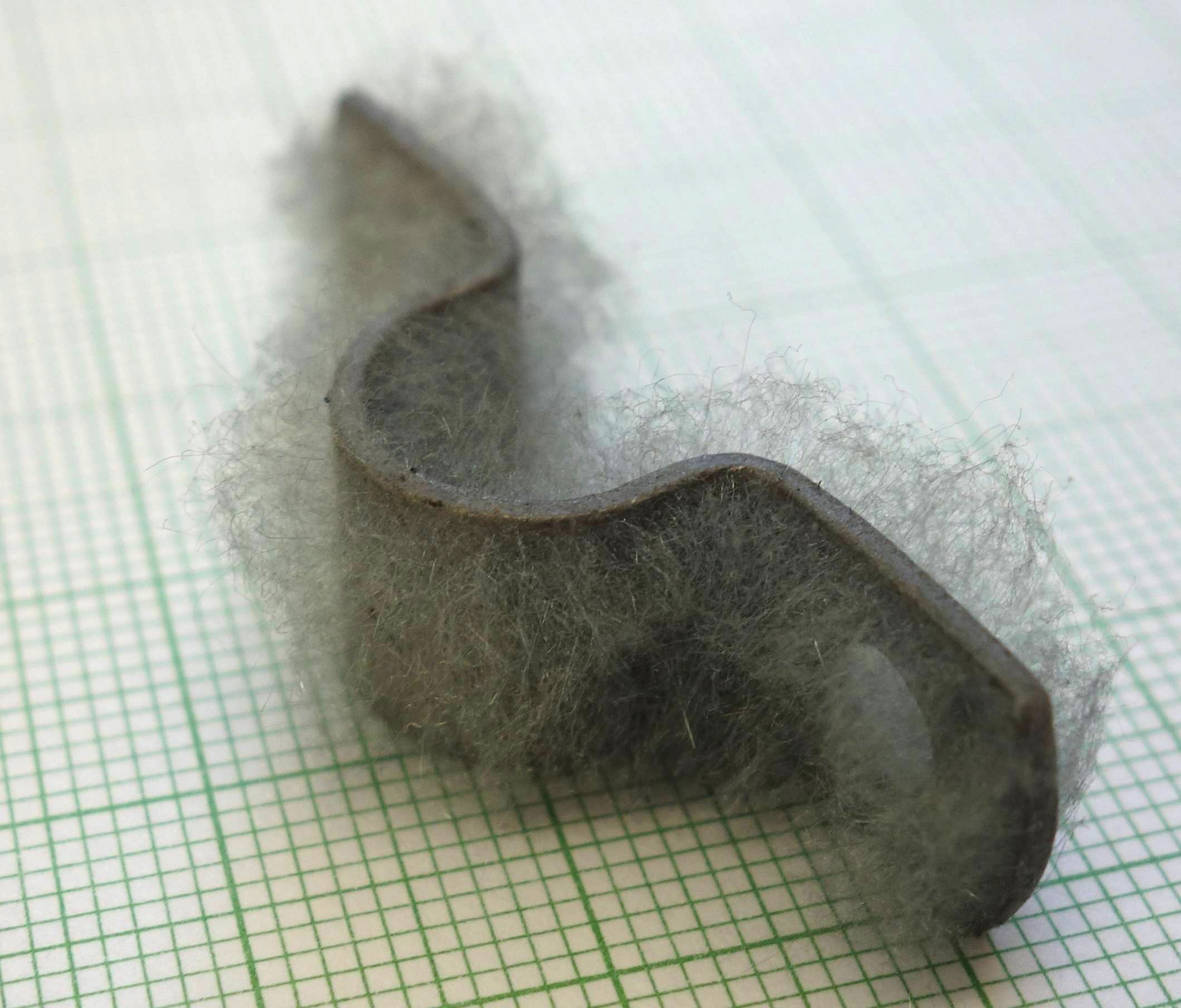
Barbas de zinc de varios mm de longitud en acero cincado

Las barbas pueden provocar cortocircuitos y arcos voltaicos en los equipos eléctricos. Las compañías telefónicas descubrieron este fenómeno a finales de la década de 1940 y más tarde se comprobó que la adición de plomo a la soldadura de estaño servía para mitigarlo. La Directiva europea sobre restricciones a la utilización de determinadas sustancias peligrosas (RoHS), que entró en vigor el 1 de julio de 2006, restringió el uso de plomo en varios tipos de equipos electrónicos y eléctricos. Esto ha impulsado el uso de aleaciones sin plomo, con especial atención a la prevención de la formación de "barbas" . Otros se han centrado en el desarrollo de revestimientos de barrera al oxígeno para evitar la formación de  barbas.
Las barbas de zinc en suspensión en el aire han sido responsables del aumento de las tasas de fallo de los sistemas en las salas de servidores informáticos. Las barbas de zinc crecen a partir de superficies metálicas galvanizadas (galvanoplastia) a un ritmo de hasta un milímetro por año con un diámetro de unos pocos micrómetros. Las barbas pueden formarse en la parte inferior de las baldosas galvanizadas de zinc de los suelos elevados. Estas  barbas pueden ser transportadas por el aire dentro del pleno del suelo cuando se tocan las baldosas, normalmente durante el mantenimiento. Las partículas pueden ser lo suficientemente pequeñas como para atravesar los filtros de aire y depositarse en el interior de los equipos, provocando cortocircuitos y fallos en el sistema.
Las barbas de estaño no tienen que ser aerotransportados para dañar los equipos, ya que normalmente ya están creciendo directamente en el entorno donde pueden producir cortocircuitos, es decir, el propio equipo electrónico. A frecuencias superiores a 6 GHz o en circuitos digitales rápidos, las barbas de estaño pueden actuar como antenas en miniatura, afectando a la impedancia del circuito y provocando reflexiones. En las unidades de disco de los ordenadores, pueden desprenderse y provocar choques en los cabezales o fallos en los rodamientos. Las barbas de estaño suelen provocar fallos en los relés y se han encontrado al examinar relés averiados en instalaciones de energía nuclear. Se han retirado marcapasos debido a las barbas de estaño. La investigación también ha identificado un modo de fallo particular para las barbas de estaño en el vacío (como en el espacio), donde en componentes de alta potencia una barba de estaño en cortocircuito se ioniza en un plasma que es capaz de conducir cientos de amperios de corriente, aumentando masivamente el efecto dañino del cortocircuito. El posible aumento del uso de estaño puro en la electrónica debido a la directiva RoHS llevó al JEDEC y al IPC a publicar una norma de pruebas de aceptación de las barbas de estaño y una directriz de prácticas de mitigación destinadas a ayudar a los fabricantes a reducir el riesgo de las barbas de estaño en los productos sin plomo.
Las barbas de plata suelen aparecer junto con una capa de sulfuro de plata, que se forma en la superficie de los contactos eléctricos de plata que funcionan en una atmósfera rica en sulfuro de hidrógeno y alta humedad. Tales atmósferas pueden existir en plantas de tratamiento de aguas residuales y fábricas de papel.
En un memorando interno de la NASA de 2003 se observaron barbas de más de 20 µm de longitud en superficies chapadas en oro.
Los efectos de las barbas metálicas fueron relatados en el programa Engineering Disasters 19 de History Channel.

## Mitigación y eliminación
Se utilizan varios métodos para reducir o eliminar la formación de las barbas, y se sigue investigando en este campo.

### Recubrimientos conformados
Los revestimientos compuestos conformados impiden que las barbas penetren en una barrera, alcancen una terminación cercana y formen un cortocircuito.

### Alteración de la química del chapado
Se ha demostrado que los acabados de terminación de níquel, oro o paladio eliminan la formación de barbas en ensayos controlados.

## Ejemplos e incidentes de barbas de estaño

### Galaxy IV
El Galaxy IV fue un satélite de telecomunicaciones que quedó inutilizado y se perdió debido a cortocircuitos causados por barbas de estaño en 1998. En un principio se pensó que la meteorología espacial contribuyó al fallo, pero más tarde se descubrió que se había aplicado mal un revestimiento de conformación, lo que permitió que los  barbas formadas en el estañado puro se abrieran camino a través de una zona de revestimiento que faltaba, provocando un fallo del ordenador de control principal. El fabricante, Hughes, optó por el niquelado, en lugar del estañado, para reducir el riesgo de formación de "barbas". La contrapartida ha sido un aumento de peso, añadiendo de 50 a 100 kilogramos  por carga útil.

### Central nuclear de Millstone
El 17 de abril de 2005, la central nuclear de Millstone, en Connecticut, fue parada debido a una "falsa alarma" que indicaba una caída de presión insegura en el sistema de vapor del reactor, cuando en realidad la presión del vapor era nominal. La falsa alarma fue causada por una barba de estaño que cortocircuitó la placa lógica encargada de controlar las líneas de presión del vapor en la central.

### Falso positivo de los sensores de posición del acelerador de Toyota
En septiembre de 2011, tres investigadores de la NASA afirmaron que las barbas de estaño que identificaron en los sensores de posición del acelerador de los modelos de Toyota Camry incluidos en la muestra podrían contribuir a los accidentes por "acelerador atascado" que afectaron a ciertos modelos de Toyota durante 2005-2010, lo que contradecía una investigación conjunta anterior de 10 meses de duración realizada por la Administración Nacional de Seguridad del Tráfico en Carretera (NHTSA) y un amplio grupo de otros investigadores de la NASA que no encontraron defectos electrónicos.
Sin embargo, en 2012 la NHTSA mantuvo: "No creemos que las barbas de estaño sean una explicación plausible de estos incidentes...[la causa probable fue] una mala aplicación del pedal".
Toyota también mantiene que las barbas de estaño no fueron la causa de ningún problema de acelerador atascado: en palabras del Secretario de Transporte de EE. UU., Ray LaHood, "El veredicto está dado. No hay ninguna causa electrónica para la aceleración involuntaria a alta velocidad en los Toyota. Punto". Según un comunicado de prensa de Toyota, "no hay datos que indiquen que las barbas de estaño sean más propensas a producirse en los vehículos Toyota que en cualquier otro vehículo del mercado." Toyota también afirma que "sus sistemas están diseñados para reducir el riesgo de que se formen barbas de estaño en primer lugar".